# Bonifacy III
Bonifacy III (ur. w Rzymie, zm. 12 listopada 607 tamże) – 66. papież w okresie od 19 lutego 607 do 12 listopada 607.

## Życiorys
Urodził się w Rzymie, jako syn Jana; był greckiego pochodzenia.
Był współpracownikiem Grzegorza I Wielkiego, sprawował również funkcję nuncjusza w 603 roku w Konstantynopolu. Po wyborze 23 grudnia 606 musiał czekać około dwóch miesięcy na zatwierdzenie wyboru przez cesarza.
Wymógł na cesarzu bizantyńskim, Fokasie uznanie biskupa Rzymu za „głowę całego Kościoła”, w zamian jednak musiał się zgodzić na używanie przez pontyfika Konstantynopola tytułu „patriarchy ekumenicznego”. Szczególną troskę Bonifacy poświęcił trybowi wyboru papieży. Na synodzie zabronił prowadzenia kampanii wyborczej za życia papieża, a nawet zażądał by wybór papieża (późniejsze konklawe) odbywały się nie wcześniej niż trzeciego dnia po zgonie prawowitego pontyfika. Zmarł dziewięć miesięcy po objęciu Stolicy Piotrowej.